# Andressa Pereira Rosa
Andressa Pereira Rosa, mais conhecida como Andressa Pereira (Rio de Janeiro, 12 de maio de 1999), é uma futebolista brasileira que atua como Zagueira. Eleita melhor zagueira do Brasil, com o prêmio BOLA DE PRATA em 2022. Atualmente defende a Ferroviária de Araraquara, atuou até 2023 pelo Corinthians.[carece de fontes?]

## Carreira
Andressa iniciou a carreira nas categorias de base do Team Chicago Brasil do Rio de Janeiro em 2016 juntamente da irmã gêmea e também jogadora Stefane. Foi convocada para o Mundial Sub-17 que aconteceu na Jordânia, mas não atuou.
Em 2017, foi contratada pelo Vitória das Tabocas, onde chegou até a disputa da final do Campeonato Pernambucano, vencido pelo Sport. No Campeonato Brasileiro, o Vitória de Andressa não fez boa campanha e foi eliminado ainda na primeira fase da competição. Embora a campanha abaixo do esperado do Vitória, Andressa se destacou pelo time atuando em oito jogos e marcando um gol.
Em 2018, Andressa assinou com o Flamengo, que chegou até às semifinais do Campeonato Brasileiro, onde foi eliminada com o clube pelo Corinthians. Ela também foi convocada para o Mundial Sub-20 realizado na França, mas não atuou na competição. Na disputa do Campeonato Carioca, o Flamengo de Andressa foi campeão invicto e sem levar gols ao derrotar o Duque de Caxias na final, sendo esse o primeiro título de Andressa com o Flamengo.
Em 2019, Andressa se destacou bastante no Campeonato Brasileiro, jogando 17 partidas daquela competição. O Flamengo chegou novamente nas semifinais e foi mais uma vez eliminado pelo Corinthians. No Campeonato Carioca, a  equipe de Andressa aplicou uma sonora goleada de 56x0 frente ao Greminho. Na final, o Flamengo venceu o Fluminense e ficou com o título. Andressa deixou o Flamengo com o bicampeonato carioca de 2018 e 2019.
Em 2020, Andressa rumou para o Grêmio. Ajudou a equipe gaúcha marcando dois gols no Campeonato Brasileirodaquele ano, chegando com o Grêmio até às quartas de finais da competição, onde foram eliminados pelo Corinthians. No Campeonato Gaúcho, o Grêmio de Andressa goleou os dois jogos da primeira fase, mas perdeu a final para o Internacional.
Em 2021, ajudou novamente o Grêmio a chegar nas quartas de finais do Campeonato Brasileiro, onde foram eliminadas novamente, desta vez para o Palmeiras. Já no Campeonato Gaúcho, o Grêmio chegou até a final invicto com oito vitórias em oito jogos, e na disputa da grande final, empatou com o Internacional e perdeu o título nos pênaltis. Andressa se despediu do Grêmio sem ganhar títulos.
Em 2022, Andressa foi apresentada pelo Corinthians, e já na sua primeira final pela equipe, reencontrou o Grêmio, na disputa da Supercopa do Brasil, vencida pela sua nova equipe. No Campeonato Brasileiro, o Corinthians de Andressa goleou o Internacional e ficou com o título, sendo esse o segundo título da zagueira na equipe paulista. Na disputa de sua primeira Libertadores, Andressa foi eliminada com o Corinthians nas quartas de finais para o Boca Juniors. No Campeonato Paulista, o Corinthians de Andressa fez boa campanha, mas não o suficiente para a classificação, terminando na 5ª colocação. Na Copa Paulista de 2022, o Corinthians venceu a competição de forma invicta após derrotar o Red Bull Bragantino na final do torneio.
O Ano de 2023 de Andressa começou como terminou 2022, comemorando título. Na final da Supercopa do Brasil, o Corinthians bateu o Flamengo e ficou com o bicampeonato da competição. Na disputa do Campeonato Brasileiro, o Corinthians venceu a Ferroviária e ficou com o título. Já na Libertadores, o Corinthians venceu o Palmeiras e ficou com o quarto título da competição, e a primeira Libertadores de Andressa. No Campeonato Paulista, o Corinthians chegou até a final após aplicar uma goleada de 8x0 em cima do rival Palmeiras nas semifinais.

## Títulos
Flamengo
- Campeonato Carioca: 2018 e 2019

Corinthians
- Supercopa do Brasil: 2022 e 2023
- Campeonato Brasileiro: 2022 e 2023
- Copa Paulista: 2022
- Libertadores: 2023